# رودوبولي
رودوبوليس (Ροδόπολις) هي مدينة في إقليم أتيكا في اليونان.